# سید محمود حسینی شاهرودی
سیّد محمود حسینی شاهرودی (۱۲۶۲– ۱۴ شهریور ۱۳۵۳ خورشیدی) مرجع تقلید ایرانی بود. او پس از درگذشت سید ابوالحسن اصفهانی سال‌های متمادی زعامت دینی و علمی و مرجعیت حوزه‌های علمیهٔ تشیع را برعهده داشت. سید محمد حسینی شاهرودی از مراجع تقلید شیعه فرزند او بود.
از شاگردان میرزای نائینی، آقا ضیاءالدین عراقی، آخوند خراسانی، سید ابوالحسن اصفهانی و هم بحث با میرزا حسین فقیه سبزواری بود. مؤسس اولین بعثه در مکه و مدینه و احیاگر سنت پیاده‌روی به سوی کربلا بود. مدفن او در بالاسر حرم علی بن ابی طالب در نجف قرار دارد.

## تالیفات
1. حاشیة علی العروة الوثقی.
2. حاشیة علی وسیلة النجاة.
3. الرسالة العملیة.
4. ذخیرة المؤمنین.
5. تقریرات بحث آیة اللّه ضیاء الدین العراقی.
6. تقریرات بحث الاصول والفقه لایة اللّه الشیخ النائینی.[۶]